# Axur
Axur é uma empresa de cibersegurança externa. Fundada em 2012 por Fábio Furtado Ramos, tem sede em Miami, Flórida, e opera no modelo SaaS (Software como Serviço), com soluções de proteção contra riscos digitais (DRP), inteligência contra ameaças cibernéticas (CTI) e gestão da superfície de ataque digital (EASM).

## Histórico
A Axur foi criada em 2012 e em 2017 lançou seu primeiro produto SaaS, a plataforma Axur, que oferece soluções de cibersegurança externa. A empresa se consolidou no mercado e iniciou um processo de expansão internacional. Em 2023, recebeu um aporte na rodada Série B liderada pelo fundo de investimentos Igah Ventures.

## Clientes e parcerias
A Axur atende cerca de 3.500 marcas de empresas dos setores de telecomunicações, varejo, financeiro, tecnologia e governo. Entre os parceiros estratégicos, estão empresas como Lumifi (EUA), Stefanini (América Latina) e Clavis (Brasil), entre outros.

## Reconhecimento
A empresa foi citada no relatório The Forrester New Wave™: Digital Risk Protection, Q3 2018, como fornecedora emergente na América Latina.
Também participou como patrocinadora oficial das edições de 2024 e 2025 da RSA Conference, um dos principais eventos de cibersegurança do mundo, realizado anualmente em São Francisco.
Durante a pandemia de COVID-19, a Axur ganhou notoriedade ao lançar uma plataforma colaborativa para denúncias de golpes e desinformação sobre o coronavírus.

## Avaliações de mercado
A plataforma Axur é avaliada por usuários verificados no Gartner Peer Insights.

## Impacto na mídia e dados de mercado
A Axur publica anualmente relatórios sobre o cenário de cibercrime, com dados sobre phishing, vazamentos de dados, atividades em dark web e fraudes digitais. Em 2024, foi citada no portal The Hacker News com sete insights sobre ameaças emergentes.
No mesmo ano, a revista PEGN destacou a atuação da empresa ao detectar antecipadamente o apagão global causado por falha na plataforma da CrowdStrike.
Especialistas da Axur e seus dados também servem como fonte para veículos de imprensa como o Valor Econômico.